# He's in Again
He's in Again er en amerikansk stumfilm fra 1918 af Charley Chase.

## Medvirkende
- Billy West
- Oliver Hardy
- Leo White
- Ethelyn Gibson
- Charley Chase